# Паскарель, Ален
Ален Паскарель (фр. Alain Pascarel, 20 марта 1947, Таланс, Франция) — французский хоккеист (хоккей на траве), нападающий.

## Биография
Ален Паскарель родился 20 марта 1947 года во французском городе Таланс.
В 1968 году вошёл в состав сборной Франции по хоккею на траве на Олимпийских играх в Мехико, занявшей 10-е место. Играл на позиции нападающего, провёл 3 матча, забил 1 мяч в ворота сборной Великобритании.